# Acer tegmentosum
Acer tegmentosum é uma espécie de árvore do gênero Acer, pertencente à família Aceraceae.